# Edith Bergner
Edith Bergner (Pseudonym: Edith Müller-Beeck; * 19. April 1917 in Pretzsch/Landkreis Weißenfels; † 16. März 1998 in Halle (Saale)) war eine deutsche Schriftstellerin.

## Leben
Edith Bergner war die Tochter eines Landwirts. Sie absolvierte eine Landwirtschaftslehre in Mecklenburg und studierte einige Semester Landwirtschaft. Später arbeitete sie in der Krankenpflege und als Laborassistentin. Während des Zweiten Weltkriegs war sie als Nachrichtenhelferin für die Wehrmacht in Norwegen tätig. Nach 1945 lebte Bergner zeitweise als Journalistin in Hamburg, bewirtschaftete dann den väterlichen Hof und war ab 1952 als freie Schriftstellerin ansässig in Halle (Saale).
Über Jahrzehnte war sie als IMB "Barbara Seidel" für die Stasi tätig und bespitzelte ihre Kolleginnen und Kollegen.
Edith Bergner veröffentlichte vorwiegend erzählende Kinderbücher, Texte zu Bilderbüchern und für das Puppentheater. Sie war aktiv in der „Bewegung Schreibender Arbeiter“, im Hallenser „Arbeitskreis Kinderliteratur“ und im DDR-Schriftstellerverband.
Edith Bergner erhielt für ihr literarisches Werk zahlreiche Auszeichnungen, u. a. 1959 den Händel-Preis der Stadt Halle, 1960 und 1964 den Literaturpreis des Freien Deutschen Gewerkschaftsbundes, 1974 den Alex-Wedding-Preis sowie den Vaterländischen Verdienstorden in Bronze und Silber, den Orden Stern der Völkerfreundschaft in Silber, die Artur-Becker-Medaille, die Theodor-Neubauer-Medaille und die Clara-Zetkin-Medaille. Außerdem erhielt sie 1974 die Medaille für Verdienste im künstlerischen Volksschaffen.
Sie starb 1998 und wurde auf dem Südfriedhof in Halle (Saale) beerdigt.

## Werke
- Mein kleines großes Tagebuch, Chemnitz [u. a.] 1944 (unter dem Namen Edith Müller Beeck)
- Schnurz, Berlin 1953 (unter dem Namen Edith Müller-Beeck, zusammen mit Anneliese Probst)
- Westfälische Ernte, Halle (Saale) 1953 (unter dem Namen Edith Müller-Beeck)
- Da lacht selbst Anton Miese ..., Halle 1954 (unter dem Namen Edith Müller-Beeck)
- Grimms Märchen auf der Puppenbühne, 2 Bände, Leipzig 1954 und 1957 (unter dem Namen Edith Müller-Beeck)
- Die goldene Gans, Leipzig 1956
- Katze und Maus in Gesellschaft, Leipzig 1956
- König Drosselbart, Leipzig 1956
- Das Märchen vom Mamed-Dshan, Berlin 1956 (zusammen mit Gisela Zimmermann)
- Das Natternkrönlein, Leipzig 1956
- Stups und Stippel, Berlin 1956
- Die Geburtstagspuppen, Berlin 1957
- Kennen Sie Pieferding?, Leipzig 1957
- Kile Bamba und der Recke Lotsche, Berlin 1957
- Vom Jochen, der nicht aufräumen wollte, Berlin 1957 (zusammen mit Ingeborg Meyer-Rey)
- Kasperle im Kinderhaus, Berlin 1958
- So und so, Berlin 1958 (zusammen mit Karl Fischer)
- Das Spiel von Irgendwer, Leipzig 1958
- Alois Hoppe und Sohn, Halle (S.) 1959
- Der erste Schultag, Berlin 1959 (zusammen mit Ingeborg Meyer-Rey)
- Der große gelbe Drachen, Berlin 1959 (zusammen mit Ingeborg Meyer-Rey)
- Spiel mit Philine, Halle (Saale) 1959
- Zottelhaube, Berlin 1959 (zusammen mit Rolf Müller)
- Vitzendorfer Schulgeschichten, Berlin 1960
- Lothar und Bäuchel, Berlin 1961
- Kapitän Ede, Berlin 1963
- Jan, der Geigenschrummer, Berlin 1964
- Adebar, der Klapperstorch, Berlin 1967 (zusammen mit Steffi Bluhm)
- Die blauen Perlen, Berlin 1967
- Tosho und Tamiki, Berlin 1969
- Der Star im Apfelbaum, Berlin 1972 (zusammen mit Ingeborg Meyer-Rey)
- So blau wie der Himmel, Berlin 1973
- Das Mädchen im roten Pullover, Berlin 1974
- Der Star im Apfelbaum, Berlin 1974 (zusammen mit Ingeborg Meyer-Rey)
- Die Krähe Rosalind, Leipzig 1975 (zusammen mit Regine Grube-Heinecke)
- Der Dackel Oskar, Berlin 1976 (zusammen mit Gertrud Zucker)
- Dornröschen, Halle 1978
- Schinschilla, Berlin 1979 (zusammen mit Albrecht von Bodecker)
- Riki und Rumie, Berlin 1980 (zusammen mit Dieter Müller)
- Unterwegs mit Onkel Shiga, Kinderbuchverlag Berlin 1981 (zusammen mit Wolfgang Würfel)
- Blütenkind, Berlin 1990

## Herausgeberschaft
- Eine Rose für Katharina, Berlin 1971
- Stimmen aus unserer Stadt, Leuna 1972